# Dasineura meibomiae
Dasineura meibomiae är en tvåvingeart som först beskrevs av Beutenmuller 1907.  Dasineura meibomiae ingår i släktet Dasineura och familjen gallmyggor. Inga underarter finns listade i Catalogue of Life.